# Trichomytilus formosus
Trichomytilus formosus är en insektsart som först beskrevs av William Miles Maskell 1894.  Trichomytilus formosus ingår i släktet Trichomytilus och familjen pansarsköldlöss. Inga underarter finns listade i Catalogue of Life.